# Batalla de Cowpens
La batalla de Cowpens fue un combate perteneciente a la guerra de Independencia de los Estados Unidos acaecido el 17 de enero de 1781 cerca de Chesnee (Carolina del Sur). Los contrincantes fueron Reino Unido por un lado, y los recién independizados Estados Unidos por el otro. La batalla concluyó con la victoria de los americanos. 
Los americanos (también llamados patriotas), unos 2000, estaban dirigidos por el general Daniel Morgan, y los británicos, unos 1150, por sir Banastre Tarleton. Los patriotas lograron envolver y vencer a los británicos, obteniendo solo 12 bajas y 61 heridos. Solo unos 182 británicos lograron escapar, entre ellos Tarleton.
Una pequeña tropa del ejército Continental bajo las órdenes de Morgan había marchado al oeste del río Catawba en busca de comida para levantar la moral de los simpatizantes locales patriotas. Los británicos habían recibido informes incorrectos de que Morgan iba atacar el estratégico fuerte Ninety Six, al oeste de las Carolinas. Por lo tanto, los británicos creían que Morgan atacaría en el flanco izquierdo. Charles Cornwallis envío al coronel Banastre Tarlenton a rechazar el comando de Morgan. Después de conocer que Morgan no estaba en el fuerte Noventa y Seis, Tarleton, fortalecido con refuerzos británicos, partió en busca del destacamento americano.
Morgan decidió crear un puesto cerca del rio Broad. Eligió un claro de un bosque entre dos colinas, esperando que el apresurado Tarlenton atacara sin tener un plan más premeditado. Desplegó sus tropas en tres líneas. La armada de Tarleton, cansados y desnutridos por la larga marcha, alcanzó el lugar y atacaron; pero los de Morgan rechazaron el ataque con una defensa en profundidad. Los británicos perdieron su cohesión y corrieron detrás de la retirada de los americanos, en el momento en que éstos volvieron al ataque y vencieron en su totalidad a los británicos.
La batalla fue un punto de inflexión en la reconquista americana de Carolina del Sur. Los hombres de Tarlenton habían sido vencidos y se unieron al resto de británicos en King´s Mountain, donde Cornwallis intentaba atacar a los americanos en Carolina del Norte, y que finalmente supuso la derrota británica en Yorktown.

## Antecedentes

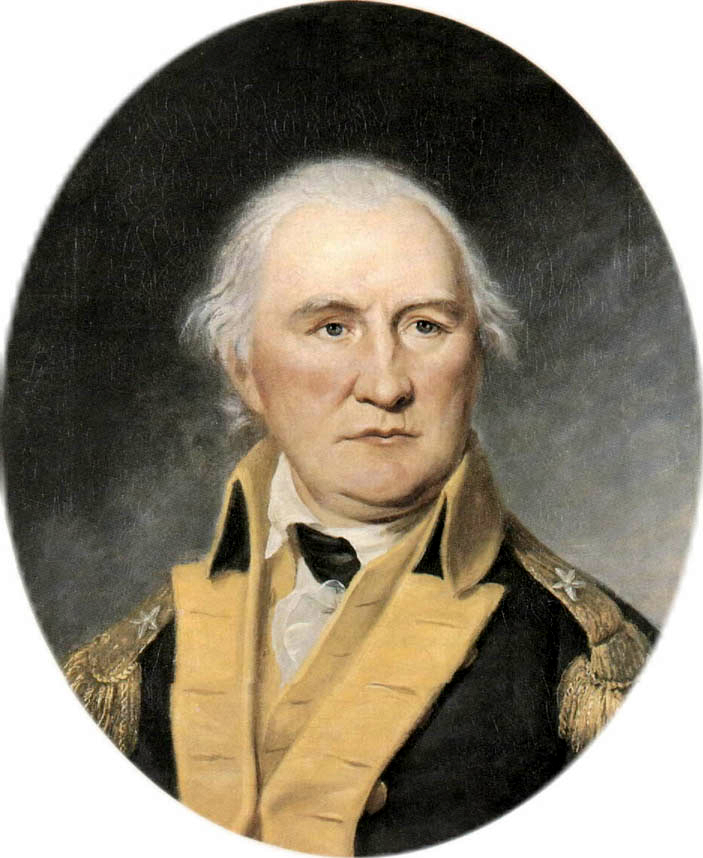
Brig. Gen. Daniel Morgan

Bandera de los americanos durante la batalla

En octubre de 1780, George Washington asignó a Nathanael Greene como comandante del departamento del Sur de las Fuerzas Continentales. La tarea de Greene no era fácil. Las Carolinas habían sido escenario de muchas derrotas de las fuerzas continentales, los más desastrosos fueron el asedio de Charleston y la batalla de Camden. Una victoria de los americanos en la batalla de Kings Mountain les había dado tiempo para reorganizarse, pero la mayor parte de Carolina del Sur seguía ocupada por británicos. Cuando Greene tomó el mando, el ejército continental contaba solo con 1500 hombres.
En diciembre, Daniel Morgan le dio la función a Greene de dirigirse a Charlotte, Carolina del Norte. Al comienzo de la guerra, Morgan, quien tenía experiencia militar adquirida en la guerra franco-india, en el asedio de Boston y en la Invasión de Canadá (1775), sustituyó a George Washington como líder de un comando de 500 hombres conocido como los fusileros de Morgan, que jugó un papel primordial en la victoria de Saratoga, lo que supuso un punto de inflexión a favor de los americanos en la guerra. Aquejado de ciática, Morgan tuvo que dejar la armada en 1779; un año después, ya recuperado, fue ascendido a brigadier general y regresó al Ejército del Sur.

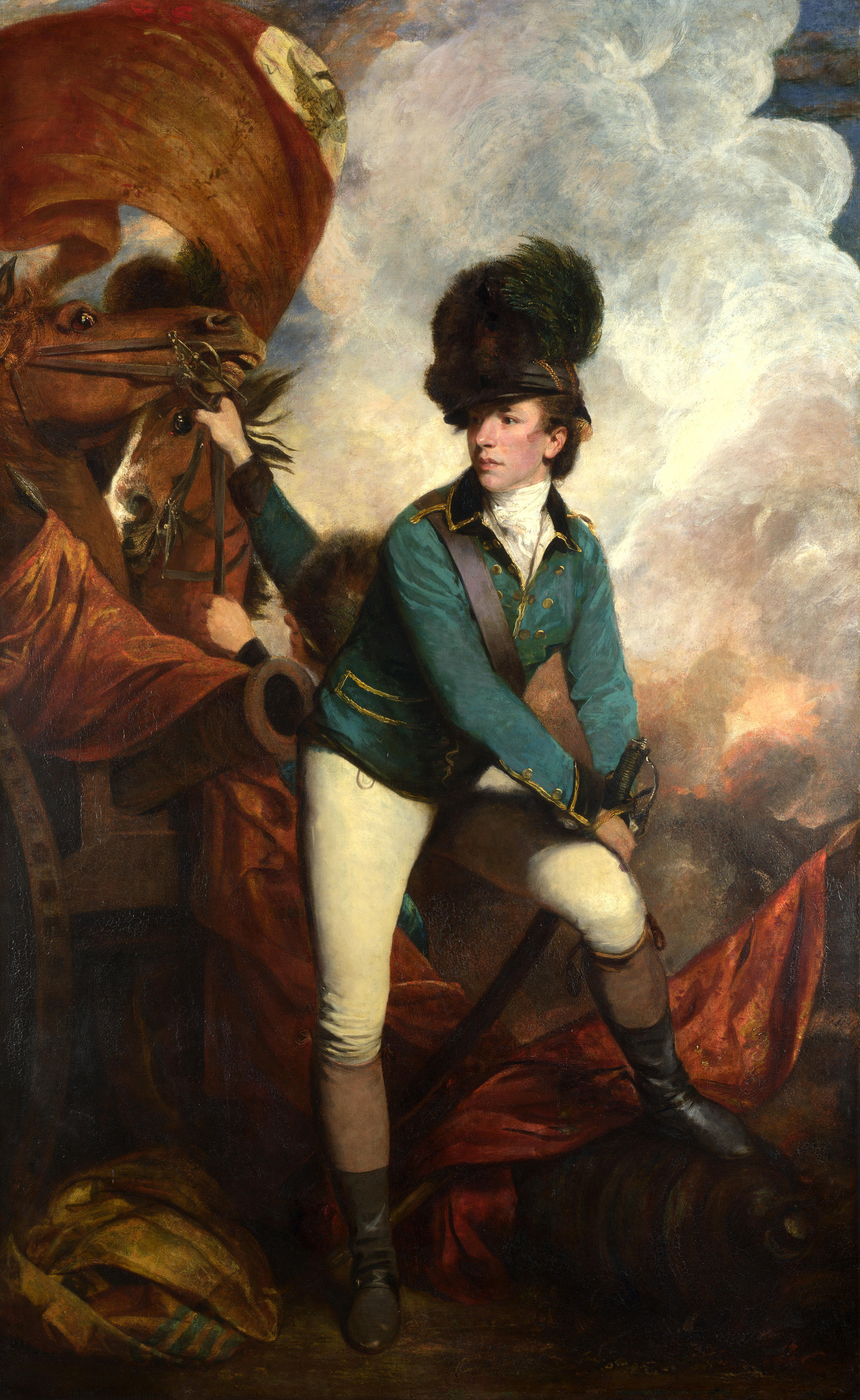
"Coronel Banastre Tarleton" por Sir Joshua Reynolds.

Greene se dio cuenta de que su débil armada no iba a ser capaz de enfrentarse a los británicos, así que tomó la decisión de dividir su armada: un destacamento se dirigió al río Catawba para levantar la moral de los locales y encontrar provisiones en los alrededores de Charlotte. Greene dio a Morgan el mando de esta división. Morgan marchó hacia el oeste y tomó una posición entre los ríos Broad y Pacolet y protegió a los civiles de esta área.
Entretanto, Lord Cornwallis estaba planeando retirarse a Carolina del Norte y dirigir la invasión que había pospuesto después de la derrota en King´s Mountain. Cornwallis recibió incorrectos informes de que Morgan iba a atacar el estratégico fuerte Noventa y Seis, así que ordenó a Banastre Tarleton dirigirse a este fuerte a defenderlo.
Tarlenton, de 26 años entonces, había tenido un servicio ejemplar a los británicos en las colonias. Él y sus hombres marcharon hacia el fuerte Noventa y Seis, y cuando se percataron de que Morgan no estaba allí, decidió perseguirlo, pidiendo refuerzos a Cornwallis. Siguió a Morgan a lo largo del Rio Broad. En enero  recibió información del lugar donde se encontraba Morgan y siguió persiguiéndolo por aguas inundadas por las lluvias invernales y finalmente atacó.

## Batalla
Morgan se percató  de que Tarlenton estaba altamente confiado e iba a atacar de frente, y dispuso a sus tropas en tres líneas: la primera de buenos tiradores, la segunda consistía en 300 militares bajo el mando de Andrew Pickens, y la tercera, la más fuerte, con las tropas continentales procedentes de Delaware y Maryland.
A las 2 por la tarde del 17 de enero de 1781, Tarleton alcanzó el lugar conocido como Cowpens. Sus hombres estaban extenuados por la larga marcha y malnutridos. Su plan era simple y directo: atacar a Morgan de frente. Y fracasaron, ya que las dos primeras líneas de Morgan compuestas de milicianos, después de disparar un par de veces, fingieron retirarse para que los británicos se estrellasen contra una tercera línea compuesta de regulares, que dispararon y causaron que se parasen los británicos de forma chocante para luego atacarles con la bayoneta, mientras que la caballería americana, detrás de la tercera línea, les atacaba luego por el flanco izquierdo, donde también atacaba la caballería de Tarleton que también se quedaría sorprendido siendo así vencidos. Mientras tanto la milicia, que se había retirado por el flanco izquierdo, por donde iba a atacar la caballería inglesa para aplastarla, les atacó luego por el flanco derecho tras haberla alcanzado por detrás del lugar de la batalla. 
De esa forma  los americanos envolvieron a las tropas de Tarleton y las vencieron fácilmente en una sola hora rindiéndose además bajo las circunstancias fácilmente. Solo Tarleton y parte de su caballería pudieron escapar del desastre.

## Consecuencias

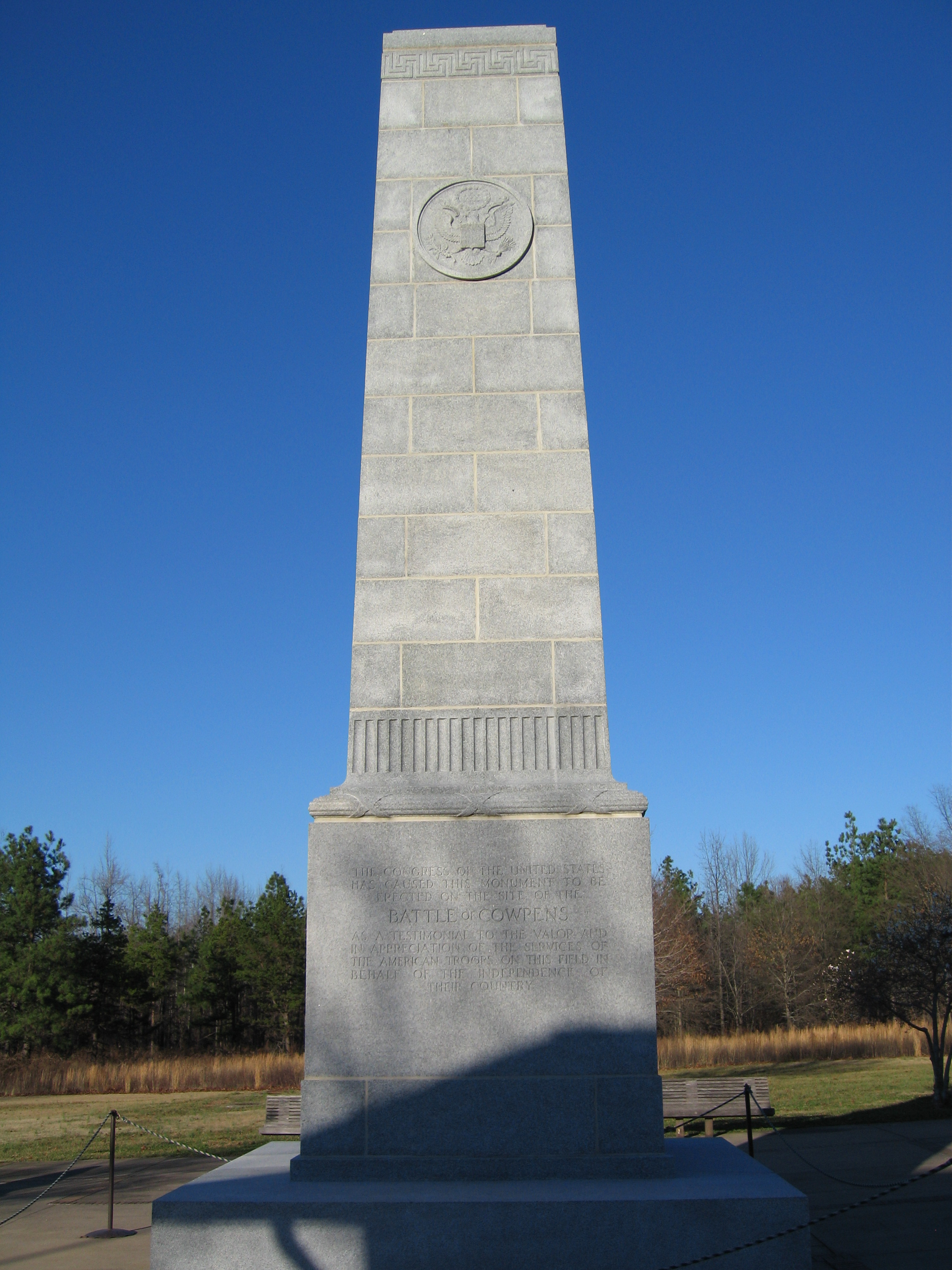
Monumento en el campo de batalla

En el bando de los americanos hubo 25 bajas y 124 heridos; y entre los británicos, 110 bajas, 229 heridos y más de 800 capturados o desaparecidos después de la batalla. Fue la derrota más grande para los británicos desde Saratoga. Supuso además una sorprendente victoria americana y un punto de inflexión que cambió toda la psicología del resto de la guerra dando fuerzas a los patriotas.
Finalmente le dio también al general Nathanael Greene la oportunidad de llevar a cabo una campaña contra Cornwallis, que llevó luego a la catástrofe en Yorktown, la cual finalmente separó a Estados Unidos de la Corona británica.